# Ermida de Nossa Senhora de Lourdes (Agualva)
A Ermida de Nossa Senhora de Lourdes é uma ermida portuguesa que se localizou na freguesia açoriana da Agualva, concelho da Praia da Vitória, ilha Terceira, arquipélago dos Açores.
Esta ermida encontra-se no lugar denominado Outeiro da Agualva e foi aberta ao culto no dia 13 de Agosto de 1911. Foi edificada na propriedade de D. Maria Madalena, sua fundadora.
Esta já viúva, inválida e com idade avançada, transmitiu a um filho seu a responsabilidade inerente para com esta ermida.
Foi o vigário da freguesia na altura, José Lourenço da Rocha, quem procedeu à bênção desta ermida na data indicada. Essa bênção abrangeu todos os paramentos e as alfaias para os actos litúrgicos.